# Condado de Hickman (Tennessee)
O Condado de Hickman é um dos 95 condados do Estado americano do Tennessee. A sede do condado é Centerville, e sua maior cidade é Centerville. O condado possui uma área de 1 587 km² (dos quais 0 km² estão cobertos por água), uma população de 22,295 habitantes, e uma densidade populacional de 14 hab/km² (segundo o censo nacional de 2000). O condado foi fundado em 1807.